# 新祺周管理处
新祺周管理处是中国江西省赣江新区直管区代管的一个类似乡级单位。

## 行政区划
新祺周管理处下辖：
樟坪村、慈茹村、汉坪村、万福村、乌石村、南坪村、锦秀家园、桑药社区、济生社区、江夏社区、杏林社区，代管永修县丰安街道长兴村